# 中国国民党的社会主义思想

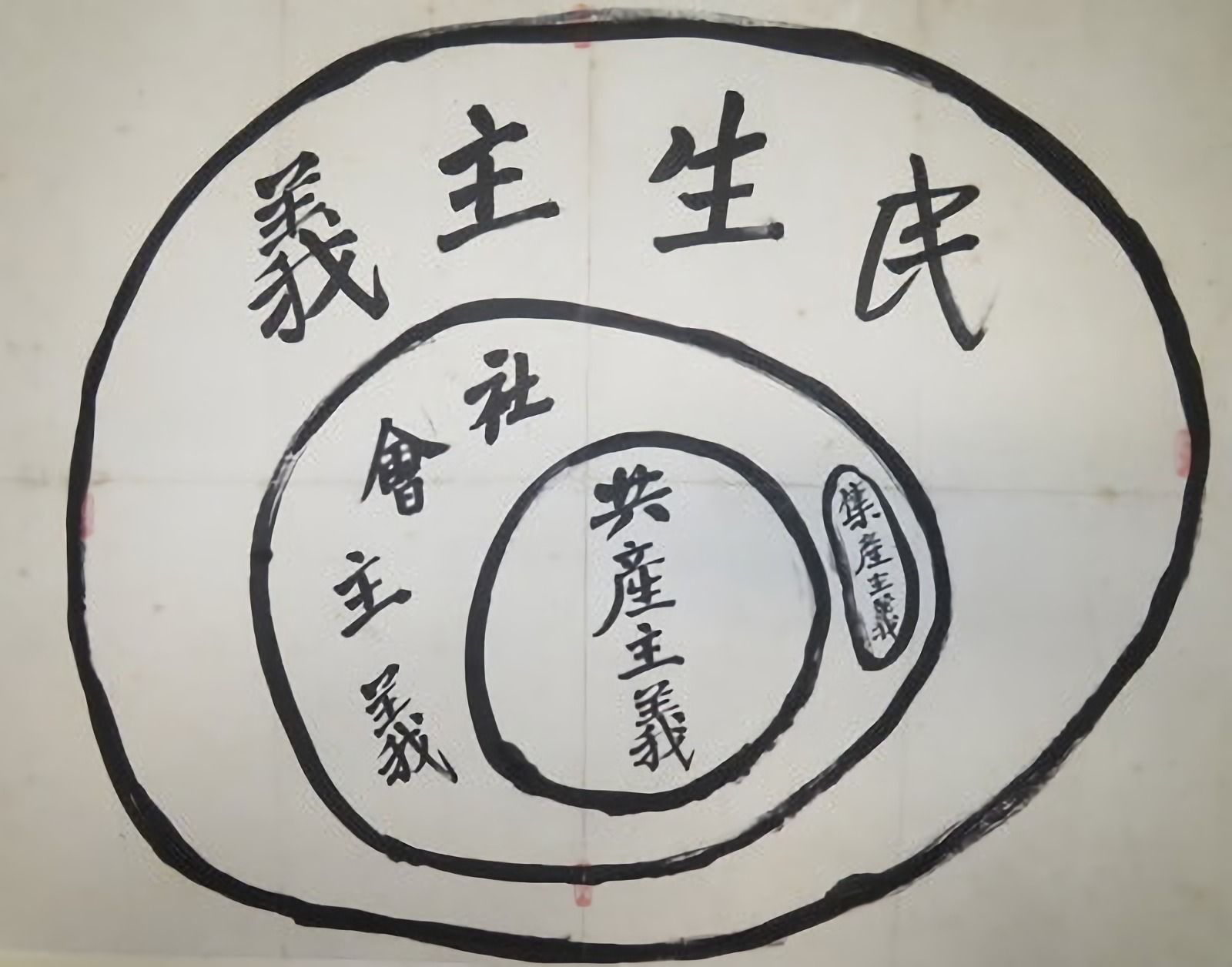
孙中山手绘民生主义图手稿，称共产主义和社会主义都是民生主义的子集。

中国国民党在其历史上曾经持有社会主义的意识形态，主要發生在中華民國大陸時期。它融合了中国传统的“大同思想”和来自西方的社会主义思想，对资本主义社会的弊端进行批判，但否定马克思主义的阶级斗争，主张阶级调和。有观点认为这是一种社会民主主义思想。

## 历史

### 孙中山
1919年6月，孙中山对戴季陶说：“我们改革中国的主义，是三民主义。三民主义的精神就是要建设一个极和平、极自由、极平等的国家，不但在政治上要谋民权的平等，而且在社会上要谋经济的平等。这样做法，方才可以免除种种阶级冲突、阶级竞争的苦恼。”1924年7月，孙又在广州发表演说，解释“民生主义，就是要人人有平等的地位去谋生活。人人有了平等的地位去谋生活，然后中国四万万人才可以享幸福。”孙更对林百克法官說：「民生是一種道德上的努力，而不是階級的鬥爭。它既是實際的，也是理想的。……民生便是一種倫理力，是運用倫理的方式，使各階級合作和諧，而絕不是各階級互相仇視而益形分裂。在三民主義中，尤其是民生主義中，這種仇視的態度是絕對要不得的。」受美国经济学家亨利·乔治思想的影响，孙主张建立国有企业，提倡通过将铁路、矿山、运河和森林国有化，将其收入用于社会福利。孙在《三民主义》系列演讲中称，中国只可“师马克思之意”，绝不可“用马克思之法”。针对中国的共产主义思潮，孙告诉共产国际代表马林，他对部分青年刻意模仿苏俄的作法不以为然，并反问“为什么青年要从马克思那里寻求灵丹妙药，从中国的古典著作中不是也能找到马克思主义的基本思想吗？”

### 戴季陶
孙中山逝世后，国民党理论家戴季陶为与党内的共产主义思潮相抗衡，开始了对三民主义的系统性诠释，相继出版了《孙文主义之哲学的基础》、《国民革命与中国国民党》和《民生哲学系统表》等书册，反对“阶级斗争”，而主张阶级合作，认为“阶级的对立，是社会的病态，并不是社会的常态，这一种病态，即不是各国都一样，所以治病的方法，各国也不能同。中国的社会，就全国来说，即不是很清楚的两阶级对立，就不能完全取两阶级对立的革命方式，更不能等到有了很清楚的两阶级对立才来革命。中国的革命与反革命势力的对立，是觉悟者与不觉悟者的对立，不是阶级的对立，所以我们是要促起国民全体的觉悟，不是促起一个阶级的觉悟。”并同时提出，国民党不是资产阶级政党，而是代表全民利益的党，提倡“应该在目前这个时候，就努力做公共幸福的事业。要学英国资本家‘阶级退让’的精神，不要步俄国资本家‘阶级压迫’的后尘，使中国可以循社会民主主义的正轨，向平和、文明的方面进步，免除激切的社会革命危险。”中国共产党文献中将戴季陶的学说统称为“戴季陶主义”。

### 蒋介石
1929年，蒋介石在长沙发表讲话，批判道：“共产革命，是阶级的。前面曾经说过，单一阶级的革命，在产业十分发达，阶级对立十分明显的帝国主义的国家，或者可以实行，但是无论如何，决不能实行于中国。”指出中国的实业尚未发达，阶级的区分并不明显，各阶级的利害冲突较小，不应为某一阶级的利益打倒其它阶级，“应该以社会全体的利益为前提，而消灭阶级的区别。不应该以阶级的利益为前提，促成社会的分化。”进而做出阶级调和的主张：“罢工是工人谋利益的武器，抗租是农人谋利益的手段，但是工人要知道，工人的利益，非到产业发达以后不能实现，如果没有工厂收容工人，工人的单纯生活，都不能得到保障，那里能改良，所以工人如果罢工怠工，致妨碍产业的发展，乃是自杀。农民也要知道，如果地租过高，国民政府当然能以政治力量，加以判裁来减轻，不待农民要求，更不须农民的运动。如果因抗租而扰社会秩序，致生产事业不能发展，也是自取灭亡。”直到1943年所作书籍《中国之命运》，蒋介石依旧对西方自由主义和资本主义进行批判。冷战期间，国民党逐渐淡化了这一思想，以获得美国的支持。国民党在台湾的“耕者有其田”土地改革较为温和，使台湾80%以上的农民成为自耕农。

### 蒋经国
蒋经国执政时期，正值台湾经济起飞。据宋楚瑜回忆，蒋经国笃信孙中山的三民主义，坚守着民生主义均富的理想，所以一方面开放市场经济与自由贸易，另一方面却不准民生必要的物资掌握在财团手中，水、电、油、交通、金融、烟酒等，均透过国营事业严格控制价格。”1972年6月13日，蔣經國在立法院作施政報告時說：“今後必須貫徹自由的經濟制度，但是，在貫徹經濟制度之時，必須要有計劃，否則，不只對國家無益，對人民亦無益。當然，我們希望人人都能賺錢，但是，錢要賺之有道，決不能靠走私、販毒來賺錢，也不要開地下錢莊、放高利貸來賺錢。”从1972年蒋经国担任行政院长，到1988年过世，台湾的人均所得从482美元成长到5829美元。但同时间，最高所得五分之一家庭与最低所得五分之一家庭的收入差距，仅从4.49倍微调到4.85倍。宋楚瑜表示：“全世界没有一个国家或地区，能同时让人均所得成长12倍，但贫富差距却能限缩于8%。这代表着经济成长的果实是由全民共享的，财富不是集中于少数人手中的，这更是均富理念的彻底实践。……你可以称之为‘台湾特色的资本主义’，但也不妨就视为另一种‘中国特色的社会主义’。”

## 价值取向

### 人道主义
社会民主主义认为，社会主义不是由历史发展的必然规律所决定的，它只是一种更加道德、追求公正、合理进步的美好理想。社会主义不能靠资本主义内在矛盾导致的崩溃来实现，而是要依托于对剥削制度的批判和对平等尊严的伦理追求来实现。因此，社会民主主义以人道主义为最高原则，摒弃了马克思的历史决定论。:345
以孙中山为代表的三民主义者，反对阶级斗争，主张阶级互助。1912年5月，孙在广州岭南学堂演说：“物竞争存之义，已成旧说，今则人类进化，非相匡相助，无以自存。”:36010月，又在上海中国社会党演说：“社会主义者，人道主义也。人道主义，主张博爱、平等、自由；社会主义之真髓，亦不外此三者，实为人类之福音。”:5101919年说：“物種以競爭爲原則，人類則以互助爲原則。社會國家者，互助之體也；道德仁義者，互助之用也。人類順此原則則昌，不順此原則則亡。”“達(爾)文氏發明物種進化之物競天擇原則後，學者多以爲仁義道德皆屬虚無，而爭競生存乃爲實際，幾欲以物種之原則而施之於人類之進化。而不知此爲人類已過之階級，而人類今日之進化，已超出物種原則之上也。”次年又在《实业计划》中说：“世界有三大问题，即国际战争、商业战争与阶级战争是也。”“斗争之性，乃动物性根之遗传于人类者，此种兽性当以早除之为妙也。”“人类进化之主动力，在于互助，不在于竞争。”

### 多元主义
社会民主主义认为，多元主义首先是思想的多元，只要符合自由、公正、互助的理念，价值取向可作宗教的、人道的、自由主义的、马克思主义的、反马克思主义的解释，不受任何一种理论的约束。其次表现为多党制，再次是经济体制的多元，需要参照具体的国情提出政策。:347-348
孙中山将西方民主理论结合中国国情，“其所持主义，有因袭吾国固有之思想者，有规抚欧洲之学说事迹者，有吾所独见而创获者。”并且直言不讳：“我参酌了社会主义各派的理论，汲取它的精华，并顾及中国的实际情况，才创立三民主义。”政治上支持多党制：“凡一党秉政，不能事事皆臻完善，必有在野党从旁观察，以监督举动，可以随时指明。……世界状态，变迁无常，不能以一种政策永久不变，必须两党在位、在野互相替代，国家之政治方能日有进步。”蔡元培评价说：“主张自由竞争的，维持私有财产制；主张阶级斗争的，要没收一切资本家所有。这都是两极端的意见。孙先生用平均地权与节制资本两法来解决这个纠纷，不是突然把私有财产没收，而是渐渐的化私为公；不是共现在的产，而是共将来的产，这岂不是经济革命的中和性么？”“用欧洲三权分立的制度，而加以中国特有的考试、监察二权，名为五权宪法。这岂不是国粹与欧化的中和性么？”“中央与省之权限，采均权制度，不偏于中央集权或地方分权，无一非中和性的表现。”

### 经验主义
社会民主主义认为，资本主义不但没有如马克思预言般崩溃，反而逾加繁荣，证明了唯理主义的失败。社会民主主义坚持通过议会民主的方式，推行稳步的社会改良，将政治民主扩大为社会民主，反对共产党人消灭私有制、议会制的举动。:350
三民主义者认为，经验主义才是正确的方法论。孙中山评论说：“科學之試驗也，卽行其所不知以致其所知也；探索家之探索也，卽行其所不知以求其發見也；偉人傑士之冒險也，卽行其所不知以建其功業也。”“諺云：不經一事，不長一智。故所歷之事旣多，智識亦增長。所謂增益其所不能者，此由於經驗也。”又在民生主义第二讲中说：“解决民生问题应该用什么方法呢？这个方法，不是一种玄妙理想，不是一种空洞学问，是一种事实。这种事实不是外国所独有的，就是中国也是有的。我们要拿事实做材料，才能够定出方法；如果单拿学理来定方法，这个方法是靠不住的。这个理由，就是因为学理有真的有假的，要经过试验才晓得对与不对。好象科学上发明一种学理，究竟是对与不对，一定要做成事实，能够实行，才可以说是真学理。科学耻最初发明的许多学理，一百种之中有九十九种是不能够实行的，能够实行的学理不过是百分之一。如果通通照学理去定办法，一定是不行的。所以我们解决社会问题，一定是要根据事实，不能单凭学理。”

## 思想分歧
1930年代，受国际法西斯主义运动的影响，蒋介石转向国家社会主义、战争社会主义倾向。
部分反蒋的国民党左派在抗日战争后选择与中国共产党合作。1948年1月1日，多个国民党左派组织合并新建了中国国民党革命委员会，成为当今在中国大陆活动的民主党派之一。

## 评价

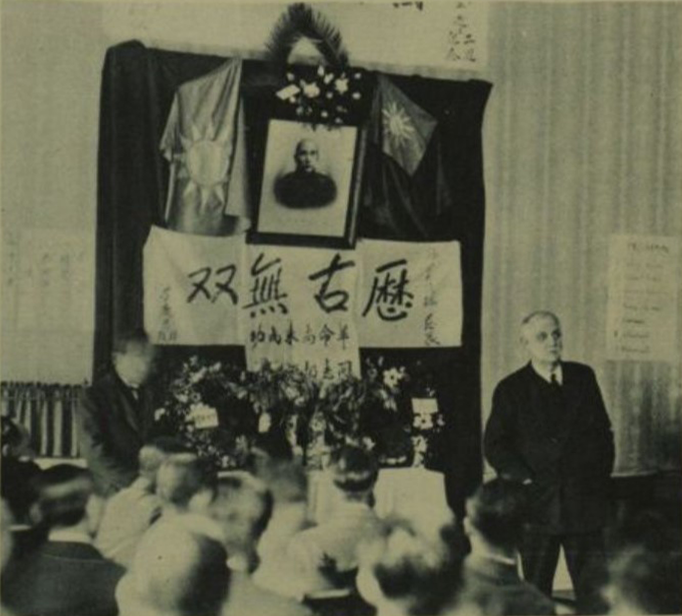
倫敦市舉行孫中山悼念活動，時任工黨主席George Lansbury在祭壇前講話。

### 反马克思主义
吴相湘认为，孙中山虽然发表过“民生主义就是社会主义，又名共产主义”等言论，但每次讲話的场合，都是為息止聯俄容共以後黨內的國共之爭。:1679且民生主义和共产主义在事实上存在区别，如马克思主义主张消灭私有制，而民生主义不反对私有制，仅反对垄断造成的贫富悬殊。:1679孙中山在未发表的三民主義讲稿修订本中，将“民生主义就是社会主义，又名共产主义”改為「民生主義就是用來替代社會主義，又是用來包括社會主義中一切問題的」，表明孙以為民生主义比社會主義及共產主義更為進步，而不是與其相同的。:1650
杨天石认为，孙中山批判资本主义，但不视其为必须被消灭的对象，也不视其与社会主义无法相容，反而主张调和两者，把两者相互借鉴。孙中山尽管说过俄国革命与三民主义“暗中相合”，但孙所指的是“新经济政策”，而非共产主义。孙中山曾表示：“俄国政府两年前实行的政策，其原则与方针与我政府是完全不同的。但是俄国政府的现行政策——新经济政策，其主要点与应在中国实行的我的《建国方略》如出一辙。”孙中山发现，资本主义有自我调节、发展的功能，有改善工人生活的能力，民生主义是有鉴于此的改良主义。

### 社会民主主义色彩
1911年12月，中国社会党主席江亢虎表示：“先生夙昔揭橥民族、民权、民生三主义。今民族事业，大功垂蒇矣。而民权甫奠基础，民生犹待设施。先生对此两主义之主张，于本党宗旨多不谋而同。至谓平均地权，必宜专征地税，尤与党纲欣合无间。”
1925年，孙中山逝世，日本《大阪朝日新闻》评价：“距今二十年前，能以社会民主主义之新思想改造国家社会者，舍孙氏外无第二人。其在东洋之天地间，更有几人？中国先觉者之荣冠，自不得不让诸孙氏独戴矣。”
1945年，英国保守党无法解决战后经济问题，被选民抛弃，工党上台执政。傅斯年分析指出：尽管工党主张矿产国有、交通国有、土地国营、银行国营，“毫不含糊的是一個溫和社會主義制度”，然而“工黨的社會主義，是不革命性的，因為工黨是個憲政黨，不是革命黨。而且其本身最大力量出自工團，在各種社會主義中最富有保守性，這是使英國工黨永不會與英國共產黨合作的，雖然後者屢次要求入黨。”由此联系到中國，便说：「國父中山先生之民生主義，實在是溫和的、合於中國現狀的社會主義。中英國情不同，他們當前要解決的問題是工業，我們要解決的問題是農民，問題雖不同，而其為溫和的社會主義的方案則同。」并感叹道：「我平生的理想國，是社會主義與自由並發達的國土。有社會主義而無自由，我住不下去；有自由而無社會主義，我也不要住。」
周陽山指出，匈牙利社會黨改革的方向，乃是在資本主義與社會主義之間，找尋一條「第三道路」，亦即一條中道的路線。這與孫中山當年提出民生主義，又堅持民主原則的民權主義立場，儘管內容不盡相符，但基本道路卻是若合符節的。
姜新立認為，東歐和前蘇聯，都取消了共產主義的中央指令性計畫經濟及社會主義公有制，轉向市場經濟，並允許公有制、私有制並存，與孫中山的民生主義非常接近。
葛永光說，社會主義轉型成溫和的社會民主主義，資本主義也朝中間邁進，似乎大家都在朝「中間路線」前進。三民主義原本就是嘗試在資本主義與社會主義之間，走出一條「中間路線」。
朱言明認為民生主義就是社會主義。今日所謂的「第三條路」，即孫中山的三民主義，「民族平等、政治民主、經濟自由」當為二十一世紀人類奮鬥的目標。
黃城也认为，資本主義與社會主義在二十世紀發生巧妙的「資本主義向左轉」，以及「社會主義向右轉」之現象。海峽兩岸迄今為止，還是搖擺在資本主義、社會主義的兩端，而忘卻孫中山早已提出民生主義的道路，十分令人遺憾。
王振寰指出，所謂第三條路的討論，不是社會主義也非市場資本主義，而是中間路線，使人想到孫中山的三民主義，其主张涉及國計民生的產業應該收歸國有，因為它涉及廣大的民眾和社會生活，而其餘的則讓給私人經營的想法。從這點上，三民主義正是現今「第三條路」的原始版本。
李英明認為，孫中山所設計的國家角色，是要以國家和市場那隻看不見的手做有機的結合。社會主義在民生主義中是作為體現國家維繫管制市場的政策、手段而存在的，社會主義與市場是可以有機的結合在一起的。
中国社会民主党主席刘国凯认为，孙中山的三民主義即“中國版的社會民主主義”。著名民运人士杨天水总结说：“中山主義，具有資本主義的性質，但是避免了自由競爭時代資本主義的缺點；也具有社會主義的性質，但是拒絕了社會主義思潮中的真正的空想派的馬列主義的一黨專政和公有制的危害無窮的思路。可以說，中山主義是一種民主社會主義。”学者王炯華指出：“同盟會成立前夕，孫中山已具有明顯的社會民主主義傾向。”《民报》成立后更揭橥其民生主义大旗，就土地问题与梁启超展开论战。“中國國民黨之社會民主黨性質尤其體現其在台灣的實踐”，“中國國民黨在台灣還實行節制資本的既定方針，著力發展中小企業，注意防止貧富懸殊；注意勞動保護和醫療、救濟等社會福利事業。”

### 福利国家思想
2003年8月，以关怀弱势族群，诉求社会公平正义而成立的「泛紫」联盟，其召集人简锡堦强调宪法「确保人民的生存权与社会权」的重要性。他说：「在目前的宪法中，继承了孙文学说中倾向社会主义的部份遗产，包括平均地权、节制资本、公用事业国家专营、实施社会保险制度、推行卫生保健与公医制度、推行义务教育等等。但眼前政府的政策却是背道而驰，有违宪之嫌。」
中央研究院院士许倬云認為，「中国国民党最有价值的『党产』，乃是孙中山先生的三民主义。其中民生主义部分，尤为孙氏超越时代的卓见；社会福利国家尚未出现之时，孙氏已提出了以国家公权力，推行社会福利。」

### 毛泽东的批评
1964年12月20日，毛泽东在中央工作座谈会上说：“他（孙中山）的无知识达到此等程度：他给右派解释共产主义时，画了个太极图，里面画了个小圈，写上共产主义；外面又画了个圈，写上社会主义，最后外面又画了个大圈，写上民生主义。他说，社会主义、共产主义，都包括在我的三民主义里头，总司令你是最不佩服他的。”

### 与中国特色社会主义的关系
有部分学者认为，现在中国共产党的中国特色社会主义思想是对孙中山民生思想的继承。中国共产党则强调其与中国特色社会主义的联系。